# Suzuki RF 900
Suzuki RF 900 je sportovně cestovní motocykl, vyvinutý firmou Suzuki, vyráběný v letech 1994–1998.
Motocykl s motorem vycházejícím z koncepce osvědčených motorů řady GSX-R. Proti Hondě CBR má pohodlné sedlo i pro spolujezdce a vzpřímenější posez.

## Technické parametry
- Rám: ocelový
- Suchá hmotnost: 203 kg
- Pohotovostní hmotnost:
- Maximální rychlost: 261 km/h
- Spotřeba paliva: l/100 km